# Schiuma quantistica
Con schiuma quantistica (nota anche come schiuma spaziotemporale o bolla spaziotemporale) ci si riferisce a un'ipotetica struttura discontinua dello spaziotempo alla scala microscopica della lunghezza di Planck, in cui microregioni spaziotemporali verrebbero costantemente create e distrutte in seguito a fluttazioni quantistiche sulla base del principio di indeterminazione di Heisenberg. L'idea fu formulata nel 1955 da John Archibald Wheeler, che chiamò tali entità "geoni" (geons).

## Sfondo
In assenza di una teoria completa di gravità quantistica è impossibile conoscere la struttura dello spaziotempo su piccola scala. Tuttavia, non esiste una motivazione razionale per cui lo spaziotempo debba essere fondamentalmente liscio, ma è possibile, invece, che in una tale teoria lo spaziotempo sia costituito da tante piccole regioni simili a particelle virtuali, in cui spazio e tempo, per via del principio di indeterminazione, non sono definiti, ma fluttuano continuamente. Wheeler ha suggerito che, su distanze sufficientemente piccole e per intervalli di tempo sufficientemente brevi, "la geometria stessa dello spaziotempo fluttua". Queste fluttuazioni potrebbero essere abbastanza grandi da causare deviazioni significative dallo spaziotempo liscio osservato su scale macroscopiche, conferendogli un carattere "schiumoso".

## Risultati sperimentali
Nel 2005 i telescopi MAGIC (Major Atmospheric Gamma-ray Imaging Cherenkov) hanno rilevato che tra i fotoni dei raggi gamma provenienti dal blazar Markarian 501 alcuni con diversi livelli di energia arrivavano in tempi differenti, suggerendo che si erano mossi più lentamente in contraddizione con il postulato di costanza della velocità della luce della relatività ristretta; tale discrepanza che potrebbe essere spiegata dall'irregolarità della schiuma quantistica. Esperimenti più recenti, tuttavia, non sono stati in grado di confermare la presunta variazione sulla velocità della luce dovuta alla granulosità dello spazio.

## Vincoli e limiti
Ci si aspetterebbe che le fluttuazioni caratteristiche di una schiuma spaziotemporale si verificassero su una scala di lunghezza dell'ordine della lunghezza di Planck. Uno spaziotempo schiumoso avrebbe dei limiti alla precisione con cui possono essere misurate le distanze perché la dimensione delle molte bolle quantistiche attraverso le quali viaggia la luce oscillerebbe. A seconda del modello spaziotemporale utilizzato, le incertezze dello spaziotempo si accumulerebbero a velocità diverse man mano che la luce viaggia attraverso le grandi distanze.
Le osservazioni a raggi X e gamma dei quasar hanno utilizzato i dati dell'Osservatorio a raggi X Chandra della NASA, il telescopio spaziale a raggi gamma Fermi e le osservazioni di raggi gamma a terra del Very Energetic Radiation Imaging Telescope Array (VERITAS) mostrano che lo spaziotempo è uniforme fino a distanze 1000 volte inferiori al nucleo di un atomo di idrogeno.
Le osservazioni della radiazione dai quasar vicini fatte da Floyd Stecker del Goddard Space Flight Center della NASA hanno posto forti limiti sperimentali sulle possibili violazioni della teoria della relatività speciale che deriverebbero dall'esistenza della schiuma quantistica, pertanto le prove sperimentali finora non hanno fornito una gamma di valori in cui gli scienziati possono testare tale ipotesi.

### Modello di diffusione casuale
La ricognizione di Chandra dei raggi X di quasar a distanze di miliardi di anni luce esclude il modello in cui i fotoni si diffondono casualmente attraverso la schiuma dello spaziotempo, simile a una luce che si diffonde passando attraverso la nebbia

### Modello olografico
Le misurazioni di quasar a lunghezze d'onda dei raggi gamma più corte con FERMI e lunghezze d'onda più corte con VERITAS, escludono un secondo modello, chiamato modello olografico con meno diffusione.

## Relazione con altre teorie
La teoria della schiuma di spin è un tentativo moderno di rendere quantitativa l'idea di Wheeler.